# هندسة النظم البيئية

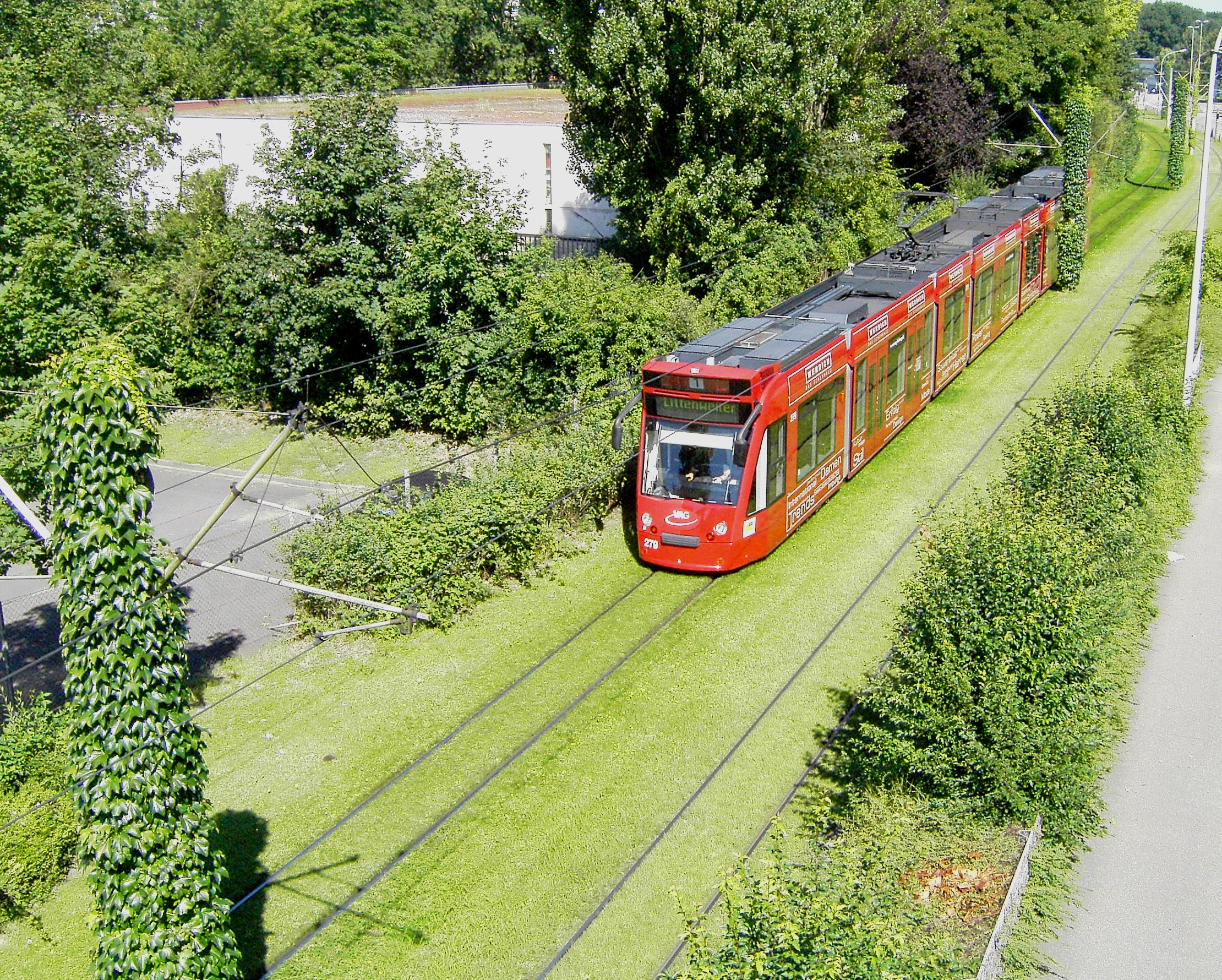

هندسة النظم البيئية أو الهندسة البيئية (بالإنجليزية: Ecological engineering)‏ هي نوع ناشئ حديثاً من الهندسة يقوم على التكامل بين علم البيئة والهندسة ويعنى بدراسة تصميم ومراقبة وبناء النظم البيئي. وفقاً ل«ميتش» (1996) فإن هندسة التظم البيئة هدفها هو «تصميم نظم بيئية مستدامة تقوم بدمج المجتمع البشري مع البيئة الطبيعية من أجل صالح كليهما».

## نظرة عامة
ظهرت هندسة النظم البيئية باعتبارها فكرة جديدة في وقت مبكر من ستينات القرن العشرين ولكن أخذت عدة عقود من الزم لصقل تعريف لها وحتى الآن فإن تنفيذها ما زال يمر بمرحلة التكيف والاعتراف بها على نطاق أوسع باعتبارها نموذجاً جديداً من الهندسة هو حديث نسبياً. وتم إدخال مفهوم هندسة النظم البيئية من قبل هوارد أدوم وآخرون  عبر تستخدم مصادر الطاقة الطبيعية كعامل غالب للتلاعب والسيطرة على الأنظمة البيئية.
ميتش ويورجنسن  كتبا أن هندسة النظم البيئية تقوم بتصميم خدمات مجتمعية بحيث تعود بالفائدة على المجتمع والطبيعة، وأشارا في وقت لاحق  أنه يجب أن يكون التصميم مستنداً إلى النظم ومستدام ويعمل على تكامل المجتمع مع بيئته الطبيعية. أدوم  أكد أن الخصائص التنظيمية الذاتية هي سمة أساسية لهندسة النظم البيئية.

## المناهج الأكاديمية
وقد اقترح منهج الأكاديمية للهندسة بيئية  والمؤسسات الرئيسية في جميع أنحاء الولايات المتحدة بدأت بالفعل برامج. العناصر الرئيسية لهذا المنهج هي:
- البيئة الكمية
- نظم البيئة
- ترميم البيئة
- النمذجة البيئية
- هندسة النظم البيئية
- اقتصاديات الهندسة البيئية
- مقررات اختيارية تقنية

تكمل المجموعة أعلاه مقررات أساسية في المجالات الفيزيائية والبيولوجية والكيميائية والخبرات المتكاملة بالتصميم. وفقا لماتلوك وآخرون ويجب تصميم تحديد القيود وتوصيف الحلول في الوقت الإيكولوجية، ودمج الاقتصاد البيئي في تقييم التصميم. وقد تجلى الاقتصاد الهندسة البيئية باستخدام مبادئ الطاقة للأراضي الرطبة واستخدام تقييم المغذيات لمزرعة الألبان